# دهه ۲۲۰ (پیش از میلاد)
دهه ۲۲۰ (پیش از میلاد) ۲۲مین دهه قبل از مبدا شروع تقویم میلادی است.